# 克维维克
克维维克是法罗群岛斯特勒姆岛上的市镇及同名村庄。2021年1月时市镇人口数量为627人，其中403人住在同名村庄里。

## 历史
克维维克是法罗群岛上最古老的定居点之一，此地曾发掘出维京人的房屋遗址。现存最老的房子建于18世纪。这儿曾有过其他教堂，现今的教堂建于1903年。

## 图集

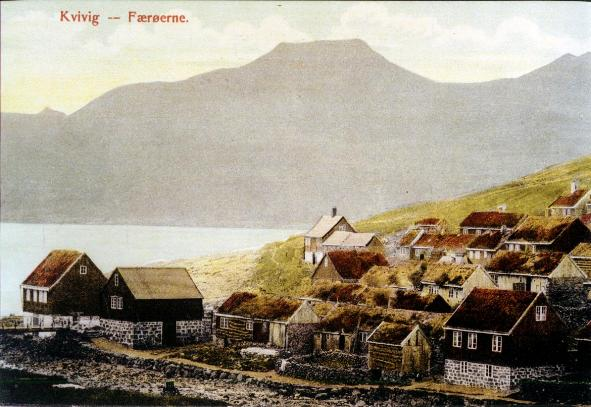
1900年明信片上的克维维克
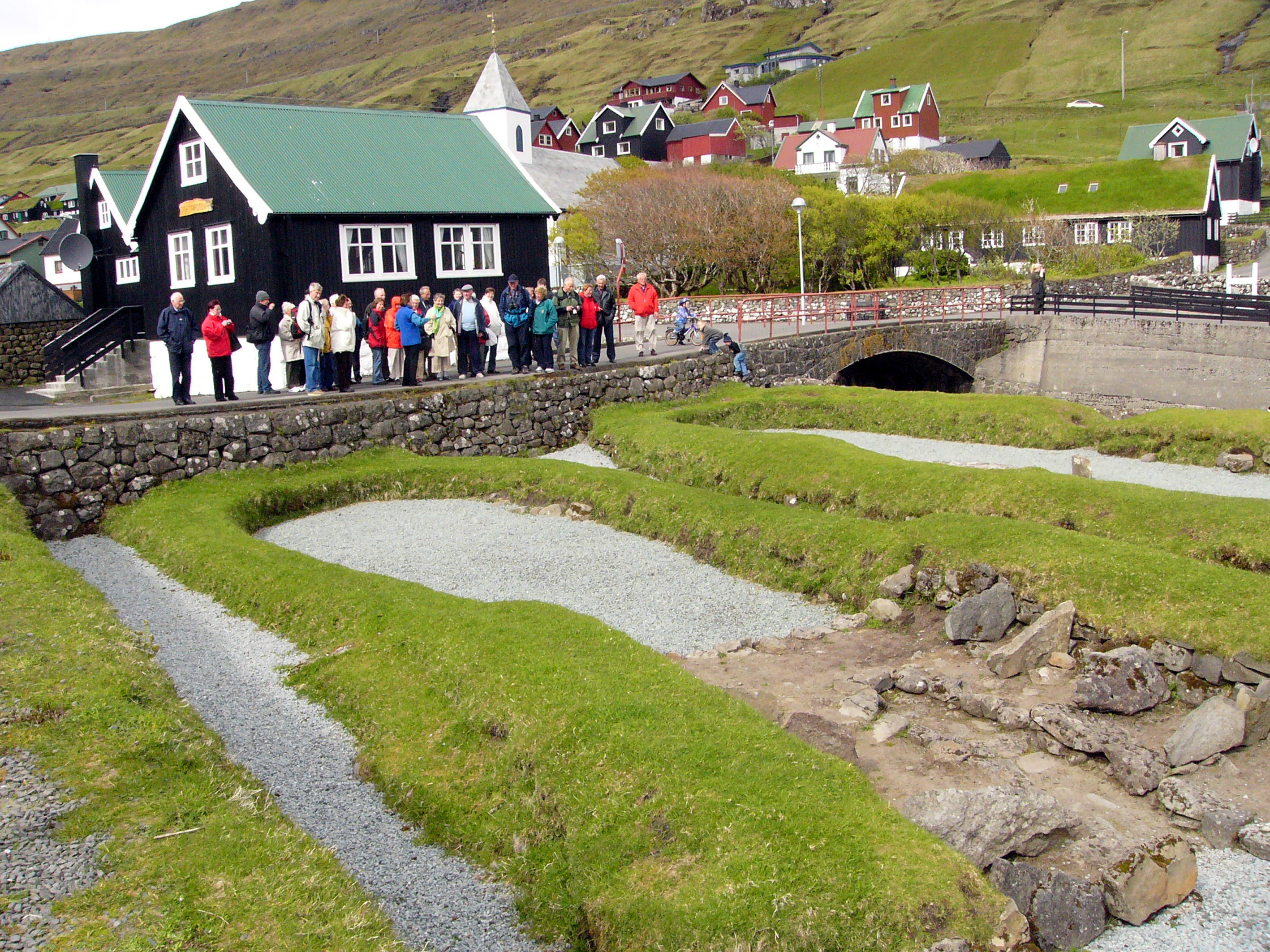
维京人的房屋遗址
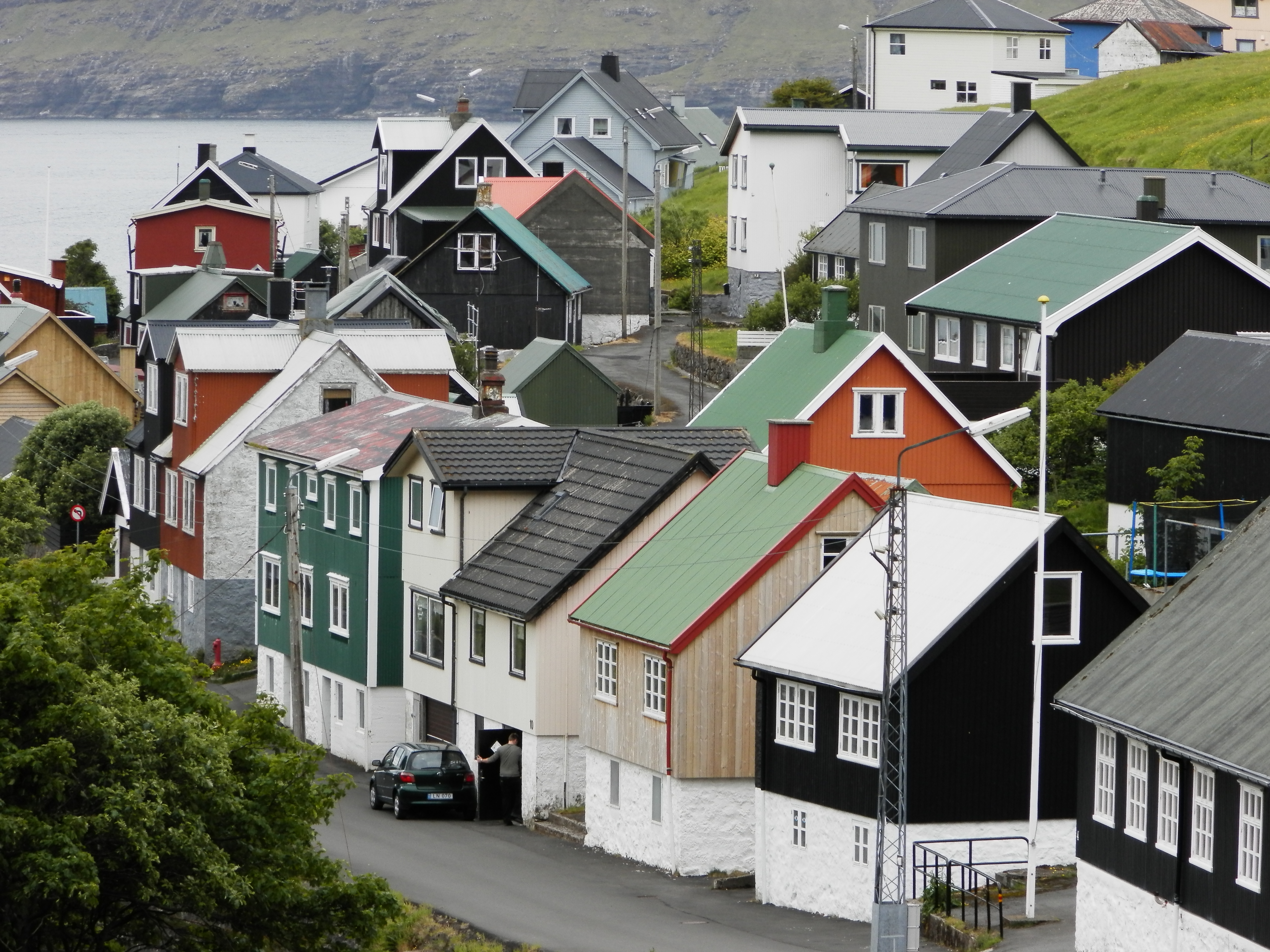
2012年7月时的克维维克
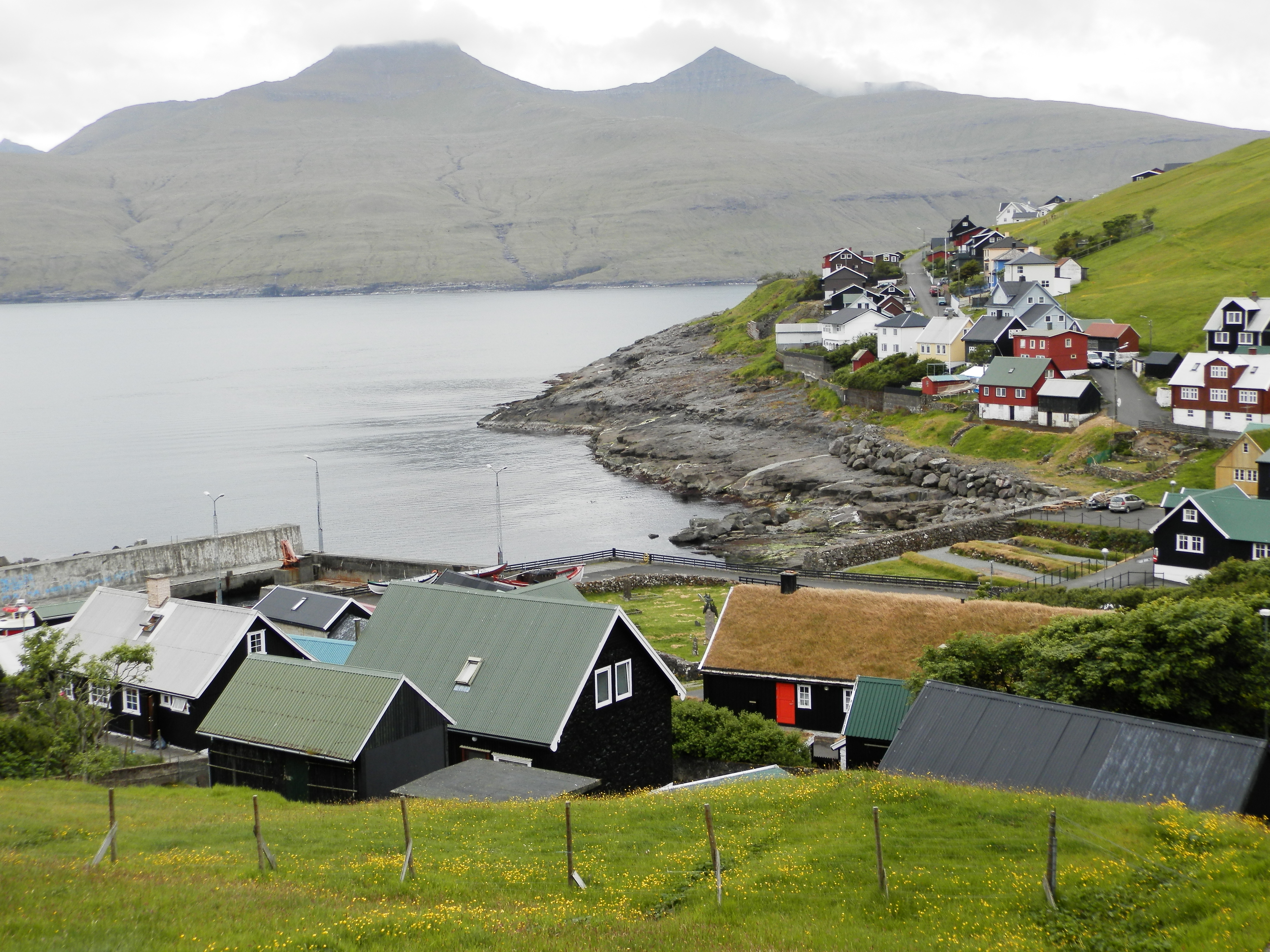
2012年7月时的克维维克